# Cache-pot

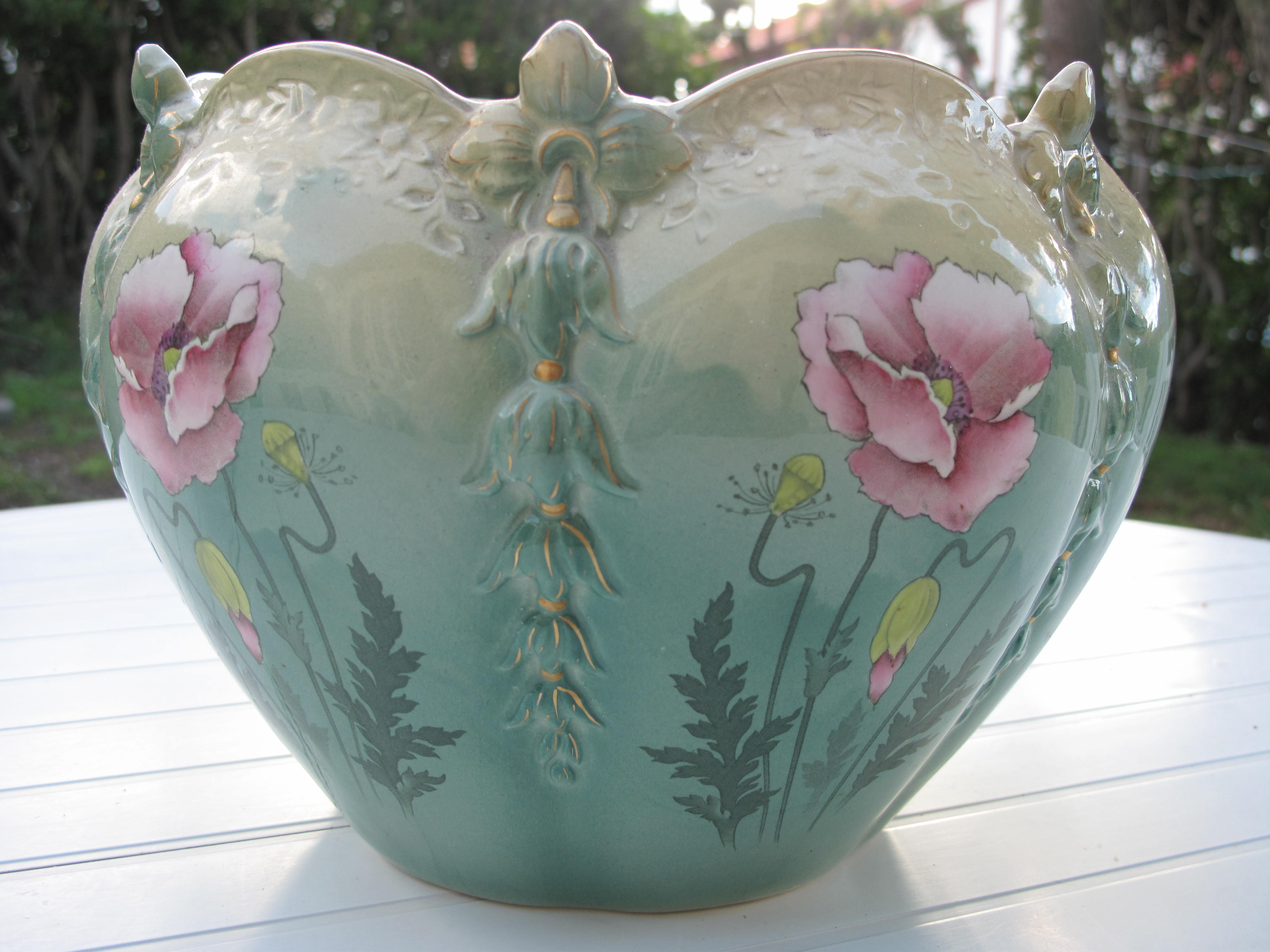
Cache-pot de style Art-Nouveau

Un cache-pot est un récipient décoratif destiné à contenir une plante et son pot. Et donc à présenter un objet plus décoratif que le pot lui-même qui peut être en matière brute (argile) et enlaidi par des taches d'eau ou d'engrais.
À l'inverse d'un pot, le cache-pot ne comporte pas d'orifice à sa base pour l'évacuation de l'eau en surplus. De ce fait, il évite de tacher le meuble sur lequel il peut se trouver. Mais il fait courir un risque à la plante dont les racines peuvent baigner dans l'eau et pourrir.